# Tom Vraalsen
Tom Eric Vraalsen (født 26. januar 1936 i Oslo, død 13. september 2021) var en norsk diplomat og politiker (SP). Han var ministerråd i FN fra 1975 til 1980 og FN-ambassadør fra 1982 til 1989. Han var Minister for Ulandsbistand for Senterpartiet i Jan P. Syses regering fra 1989 til 1990. Derefter var han Norges ambassadør i London 1994 – 1996 og ambassadør i Washington 1996 – 2002.
Vraalsen blev i 1987 udnævnt til kommandør af St. Olavs Orden.